# Arkansas Times
L'Arkansas Times è un periodico di stampa alternativa con sede a Little Rock in Arkansas. È uscito con cadenza settimanale e mensile.

## Panoramica
Fondato nel 1974, agli inizi era una piccola rivista su carta da giornale fino al 1977, sotto il capo redattore Alan Leveritt. In seguito divenne una rivista mensile lucida con diffusione a pagamento, e nel maggio 1992 divenne una pubblicazione settimanale in formato tabloid su carta da giornale con distribuzione gratuita. A partire dal 2019, è ritornato ad essere rivista mensile lucida.
Il suo formato attuale deriva dalla reazione all'acquisizione dellArkansas Democrat e alla conseguente chiusura del  Arkansas Gazette  (di Gannett) nel 1991, che aveva portato all'Arkansas Democrat-Gazette. Max Brantley, capo redattore dell'Arkansas Times, era tra gli ex dipendenti dell'Arkansas Gazette che avevano perso il lavoro a causa di questa fusione. Egli fu il primo editore dell'edizione settimanale nel maggio 1992. Il fumettista editoriale della Gazette George Fisher è diventato il fumettista del Times fino alla sua morte.
Identificato come il settimanale di politica e cultura dell'Arkansas (in stile simile a quello di altre pubblicazioni regionali come il  The Memphis Flyer ), l' Arkansas Times  è noto per i suoi editorialisti opinionisti e le loro colonne di articoli che assumono decisamente una posizione liberale rispetto alla più ampia Democrat-Gazette.